# Boris Carloff
Boris Carloff (* 17. září 1974, Brno) je český zpěvák, textař, hudební skladatel a hudební producent.

## Život
Boris Carloff (vlastním jménem Milan Havrda) na hudební scéně funguje od roku 2003. Má klasické vzdělání pro hru na housle. V roce 2012 vydal debutovou sólovou desku The Escapist, za kterou získal hudební ceny Anděl i Apollo.
Boris Carloff debutoval s projektem Palm Beat na londýnském labelu Tracktion v roce 2003. Později navázal spolupráci s labelem Red Salamanda a vydal EP Good Stuff. Bylo velmi dobře přijato a hráno po celém světě. V rozhlasové show Gilese Petersona Worldwide na BBC byla dokonce několikrát hrána jeho píseň First Joy. Další track byl licencován v Japonsku a vydán na labelu Nuro Japan. V roce 2005 vydal s projektem kNot Photogenic album Underexposed (projekt Borise Carloffa, Boba Mustarda a Charlie One). v rámci desky Breath od hudební skupiny A Banquet spolupracoval také se Stevem Albinim. Kromě toho produkoval nahrávky a pracoval s interprety jako jsou Kryštof, Skyline, Sunshine, David Koller či Wohnout.
V roce 2012 na sebe výrazně upozornil debutovým albem The Escapist (vydáno 17. října 2012). Carloff za něj byl nominován na hudební Cenu akademie populární hudby Anděl 2012 hned v pěti kategoriích (zpěvák roku, nahrávka roku, objev roku, videoklip roku – Falling a nahrávka roku – žánrové ceny). Z nominací proměnil dvě – stal se vítězem v kategoriích Klip roku a Nejlepší album v žánru elektronická hudba. V témže roce se stal také držitelem Ceny české hudební kritiky Apollo. Album obsahuje mimo jiné píseň My Lonely Room nahranou spolu s Ghetto Priestem (bývalým členem Asian Dub Foundation a spolupracovníkem Massive Attack). Z alba vzešly dva videoklipy, a to k singlům Falling a I Have Got One Soul. Klip ke skladbě Falling v reži Martina a Jana Živočkých (působících jako ObraskiBros) inspirovaly horory 20. let minulého století a populární filmy Karla Zemana. V druhém hudebním klipu bylo využito netradiční a složité 3D scanu hlavy, počítačového modelu a trackovacích bodů. Za jeho námětem stál Martin Živocký a spolupracovali na něm také Matěj Chlupáček a Mike Samir.
Carloff se také věnuje komponování vážné a filmové hudby, například pro seriál Proč bychom se netopili. Podílel se také na soundtracku k filmu Hany (premiéra 1. 5. 2014), jehož režisérem i scenáristou je Michal Samir (Carloff se ve filmu objevil také v herecké roli). Stál za mixem hudby k filmu Jana Hřebejka U mě dobrý. Složil také hudbu k několika televizním inscenacím a mnoha rozhlasovým hrám a audioknihám.
Jeho umělecké jméno je inspirováno filmovým hercem Borisem Karloffem, proslulého zejména rolemi Frankensteinova netvora.

## Diskografie

### Alba a EP
- 2003: Palm Beat – I Wanna Be a Pair / Distracktion Records (EP)
- 2004: Boris Carloff – Good Stuff / Red Salamanda Records (EP)
- 2005: kNot Photogenic – Underexposed / Xproduction
- 2012: Boris Carloff – The Escapist / Championship music
- 2014: Boris Carloff – Morphosis
- 2017: Boris Carloff – The Solipsist / Emerald and Doreen music

### Videoklipy
- 2012: Falling
- 2013: Have Got One Soul
- 2014: Days Go By
- 2017: Haunted
- 2018: In The Sky VR video

## Ocenění – sólové projekty
Apollo
- 2012 – vítěz Ceny české hudební kritiky za album The Escapist

Anděl 2012
- vítěz v kategorii Klip roku za video Falling

Anděl 2012
- vítěz v kategorii Elektronická hudba

## Ocenění – produkce a zvuk
Anděl 2009
- Charlie Straight, Album roku a Objev roku (mix části alba)

Anděl 2008
- Kryštof, Píseň roku a Skupina roku (produkce)

## Filmografie
- Hany, 2014